# Koszmosz–959
A Koszmosz–959 (oroszul: Космос–959) szovjet DSZ–P1–M típusú célműhold.

## Küldetés
Kijelölt pályán mozogva imitálta egy ballisztikus rakéta támadását, ezzel segítve a rádiólokátoros felderítést. Biztosította a légvédelem szerves egységeinek (irányítás, riasztás, imitált elfogás, gyakorló megsemmisítés) összehangolt működését.

## Jellemzői
Az ISZ típusú elfogó vadászműholdak teszteléséhez a dnyipropetrovszki OKB–586 (Juzsnoje) tervezőirodában kifejlesztett űregység. Üzemeltetője a moszkvai Honvédelmi Minisztérium (oroszul: Министерство обороны – MO).
Megnevezései: COSPAR: 1977-101A; SATCAT kódja: 10419.
1977. október 21-én a Pleszeck űrrepülőtérről, az LC–132/1 indítóállásából egy Koszmosz–3M (11K65M 53716-325) típusú hordozórakétával juttatták (LEO = Low-Earth Orbit) alacsony Föld körüli pályára. Az orbitális egység pályája 94,57 perces, 65,84 fokos hajlásszögű, elliptikus pálya-perigeuma 146 kilométer, apogeuma 850 kilométer volt.
A második generációs ASAT űregységek tesztműholdja. Teljes vizsgálati tesztsorozat végrehajtása az 1978-as ABM szerződés aláírásáig. Könnyű célobjektum, kisebb hordozórakéta, gazdaságosabb üzemeltetés, manőverező képesség. Formája hengeres, hasznos tömege 650 kilogramm.
1977. október 26-án az indított Koszmosz–961-es célműhold 1 kilométeres távolságra megközelítette, de (ön)megsemmisítés nem történt.
November 30-án 40 nap (0,11 év) után belépett a légkörbe és megsemmisült.